# Holostrophus diversefasciatus
Holostrophus diversefasciatus is een keversoort uit de familie winterkevers (Tetratomidae). De wetenschappelijke naam van de soort werd in 1921 gepubliceerd door Maurice Pic.